# Brodospas
Бродоспас (хорв. Brodospas) — акціонерне товариство у галузі морської техніки та судноплавства, головний офіс якого у Спліті. Засноване 1947 року для очищення портів і водних шляхів від мотлоху часів Другої світової війни.

## Флот

### Буксири
1. Brodospas Alfa
2. Brodospas Beta
3. Brodospas Star
4. Brodospas Sun
5. Brodospas Moon
6. Brodospas Storm
7. Brodospas Rainbow
8. Brodospas Ibis

### Багатоцільові
1. Junak
2. Reful
3. Silni

### Багатоцільові буксири
1. Alioth
2. Alkaid
3. Altair
4. Antares
5. Argus
6. Delta
7. Deneb
8. Jaki
9. Kastor
10. Rigel
11. Smjeli

### Баржі
1. Transporter III
2. Transporter IV
3. Transporter V
4. Transporter VI